# Дедов Шпиль
49°50′41″ с. ш. 31°27′24″ в. д.
Дедов Шпиль — могильник («поле погребений»), памятник археологии позднезарубинецкой культуры позднескифского времени в Каневском районе Черкасской области Украины. Могильник принадлежит городищу Бабина Гора и составляет с ним единое целое в хронологическом и культурно-историческом отношении. Датируется последней третью I века до н. э. — первой половиной I века н. э.

## Описание
Могильник расположен на берегу Днепра к северу от городища Бабина Гора и занимает южную и центральную часть вершины холма, и юго-восточный склон. Захоронения эпохи бронзы расположены в южной части вершины холма. В предшествующем культурном слое могильника обнаружены следы поселения трипольской культуры и эпохи ранней бронзы. В 1971—1973 годах на памятнике проводили раскопки Е. В. Максимов и Н. Н. Бондарь. Площадь раскопа составила 3600 м2. Было выявлено 52 захоронения, из которых 44 — позднего периода зарубинецкой культуры (20 трупосожжений и 24 трупоположений), раннескифский семейный склеп VI века до н. э., два погребения позднего бронзового века и пять — черняховского времени. 20 погребений по особенностям погребального обряда и сопровождающего вещевого инвентаря близки могильникам Нижнего Поднепровья позднескифского времени, таких как Золотобалковский и Николаевский. Время захоронений Дедова Шпиля с трупоположением — рубеж нашей эры — I век н. э. аналогично погребальному инвентарю Золотобалковского и Николаевского могильников; с трупосожжением — последняя треть I века до н. э. — первая половина I века н. э. Это свидетельствует о том, что в I веке на Каневщине появилось пришлое нижнеднепровское население, которое по происхождению, традициям и, возможно, языку было иным. Это подтверждает археологический материал могильника Дедов Шпиль и жилых, и хозяйственных объектов Бабиной Горы. Трупосожжения близки по обряду к погребениям среднеднепровских могильников — Корчеватовского и Пироговского. Почти все трупосожжения по обряду — ямные и лишь три — урновые. Погребальный инвентарь представлен глиняной посудой (горшки, миски, кружки, одна чаша античного производства рубежа эллинистического и раннеримского периодов), бронзовыми и железными фибулами, бронзовыми булавками.
Нижнеднепровские погребения на Дедовом шпиле были вызваны сарматским нашествием, в результате которого часть населения Нижнего (степного) Поднепровья вынуждена была переселиться на север, на территорию, в то время занятой зарубинецкими племенами.